# Omicidio di Jeff Hall
L'omicidio di Jeffrey Russell Hall (conosciuto anche come Jeff Hall) è un caso di cronaca nera avvenuto il 1º maggio 2011. Hall aveva residenza a Riverside, in California, praticava la professione di idraulico ed era il leader regionale del movimento nazionalsocialista. Venne ucciso con la sua pistola dal figlio Joseph, di 10 anni; l’omicidio avvenne alle 4:00 del mattino mentre Hall dormiva sul divano.
Hall era neonazista e credeva nella supremazia bianca, affermando persino di essere disposto a morire per tale causa. Joseph sostenne di averlo ucciso in quanto l’uomo era violento nei confronti suoi e della sua matrigna.
Il 25 settembre 2011, la storia dell’omicidio venne trasmessa su 60 Minutes. Il ragazzo venne condannato a scontare sette anni di carcere minorile nel 2013, quando aveva tredici anni.

## Storia familiare
Jeffrey Hall era figlio di Joann Patterson; era stato sposato con Leticia Neal da cui aveva avuto due figli, Joseph (nato il 19 giugno 2000) e Shirley. La coppia divorziò qualche tempo dopo e, successivamente, Neal ebbe altri due figli gemelli. Nel 2003, i gemelli furono ricoverati all’ospedale per problemi di crescita e gli assistenti sociali riferirono che la casa di Neal non aveva elettricità o gas, c’erano vermi sui piatti e che i bambini erano sporchi, malnutriti e coperti di lividi. All’epoca, Hall era in libertà vigilata per guida in stato di ebbrezza; i suoi due figli furono temporaneamente affidati alla nonna dai servizi sociali, finché nel 2004 all’uomo fu concessa la piena custodia dei bambini.
Dopo aver divorziato da Neal, Hall si sposò con Kirsta McCary ed ebbe con lei altre tre figlie; al momento della sua morte, aveva cinque figli. Neal si trasferì e risposò. Un mese prima della sparatoria tornò in California, cercando di riottenere la custodia del figlio.
Secondo sua nonna, Joseph era un bambino volubile e violento. Venne espulso da diverse scuole per aggressioni contro studenti e personali: in un’occasione quasi strangolò un insegnante con un cavo telefonico. Non aveva alcuna comprensione del processo “causa-effetto”, aveva un disturbo da deficit di attenzione, iperattività e intelligenza media-bassa. Joseph e le sue sorelle vennero educati in casa dai loro genitori sotto la guida della River Springs Charter School.

## Attività neonazista di Hall
Per tre anni Hall ebbe difficoltà a trovare un lavoro a causa della crisi economica nel settore delle costruzioni. Accusando ebrei e persone non bianche di tale situazione, divenne il leader locale del movimento neonazista.
Nell’ottobre 2009, Hall guidò un gruppo del Movimento nazionale Socialista a una manifestazione vicino a un sito di lavoratori a giornata a Riverside. Indossavano una divisa da neonazisti della Seconda Guerra Mondiale; in un’intervista risalente al novembre 2009 relativa a tali raduni di Riverside, Arizona e Minnesota, espresse orgoglio per la posizione propria e dei suoi compagni.
Nel 2010 si candidò alle elezioni per il consiglio del distretto idrico municipale come suprematista bianco, ricevendo circa un terzo dei voti.
Nel marzo 2011, Hall un gruppo di circa due dozzine di suprematisti bianchi scesero per la strada di Claremont nella contea di Los Angeles, avendo un confronto con oltre 200 attivisti per i diritti degli immigrati che li accusò di razzismo. Decine di agenti assistettero all’evento.
Dodici ore prima della morte di Hall, un giornalista del New York Times andò a casa sua per intervistare lui e altri membri del suo gruppo. Parlò anche con Joseph, il quale sfoggiava una cintura di pelle con una fibbia delle SS regalatagli dal padre.

## L’omicidio
Hall si vantava di insegnare a Joseph, il suo figlio maggiore, a usare le attrezzature per la visione notturna e a sparare. Il bambino raccontò alla polizia di aver preso una pistola calibro 357 da uno scaffale nell’armadio, di averla puntata all’orecchio di suo padre mentre dormiva sul divano e di avergli sparato.
Joseph spiegò che, il giorno prima dell’omicidio, Hall aveva minacciato di rimuovere tutti gli allarmi antincendio dalla casa e bruciare l’edificio mentre la famiglia dormiva. Joseph ammise che si era stancato del fatto che suo padre picchiasse lui e la matrigna. Krista, di 26 anni, affermò che il marito era violento con lei e il figlio, a volte arrivando a prendere quest’ultimo a calci sulla schiena, e puniva quotidianamente i figli in vari modi. Il rapporto della polizia riferì che la casa era sporca, puzzava di urina e i vestiti erano sparsi per il pavimento. Molte armi erano accessibili ai bambini.
Joseph fu arrestato e portato al carcere minorile, mentre gli altri quattro bambini furono posti sotto custodia tutelare. Krista successivamente venne arrestata e accusata di detenzione illegale di armi da fuoco e abbandono di minori. Joann Patterson, madre di Hall e nonna di Joseph, ricevette l’affidamento temporaneo dei quattro nipoti. In un’intervista riferì che suo nipote aveva dimostrato già in passato comportamenti pericolosi e che non era sorpresa che avesse ucciso il padre, ma si aspettava che lo avrebbe fatto quando sarebbe stato più grande.
Joseph dichiarò che aveva visto in un episodio di Criminal Minds in cui un bambino sparava al padre violento senza subire conseguenze e che credeva sarebbe successo la stessa cosa anche a lui; inoltre, era convinto che Jeff si sarebbe ripreso dalla ferita e che si sarebbero riconciliati.

## Processo
Gli avvocati di Joseph inizialmente si mossero per cercare una difesa di non colpevolezza per infermità mentale; se condannato in quel momento, il bambini non sarebbe potuto essere incarcerato dopo i 25 anni.
Il 14 gennaio 2013, BBC News riferì che il giovane Hall, nonostante la sua età al momento dell’omicidio, era stato ritenuto responsabile della morte di Jeff Hall, pertanto sarebbe potuto essere inviato in un centro di detenzione minorile. La sua udienza ebbe inizio il 15 aprile e i suoi avvocati cercarono di difenderlo presentando prove sul suo presunto malessere psicologico. Joseph fu condannato alla detenzione minorile fino all’età di 23 anni, con il diritto alla libertà vigilata dai 20 anni. 
Il 16 ottobre 2015, la Corte Suprema della California rifiutò di riprendere in considerazione il caso di Joseph, lasciando valida la sentenza secondo cui un bambino di 10 anni dovrebbe essere in grado di comprendere i suoi diritti.
Il 2 ottobre 2016, la Corte Suprema degli Stati Uniti respinse un’istanza per un writ di certorari.